# Rodriguinho
Rodrigo Huendra Almeida Mendonca dit Rodriguinho, né le 16 mars 2004 à Mineiros au Brésil, est un footballeur brésilien qui évolue au poste de milieu central au São Paulo FC.

## Biographie

### En club
Né à Mineiros au Brésil, Rodriguinho est notamment formé par le São Paulo FC, qu'il rejoint en 2015. En 2021 sa progression est freinée avec deux interventions chirurgicales au genou, qui lui vaut une indisponibilité de cinq mois mais il revient bien et se distingue avec les moins de 17 ans en marquant cinq buts et délivrant deux passes décisives en 14 matchs dans le championnat de cette catégorie. Il est ensuite appelé en équipe première à partir de 2022, intégrant l'entraînement collectif.
Rodriguinho fait sa première apparition en professionnel le 8 juillet 2022, lors d'une rencontre de Copa Sudamericana face à l'Universidad Católica. Il entre en jeu à la place de Rafinha et participe à la victoire de son équipe en marquant également son premier but (4-1 score final). Il joue son premier match de Brasileirão, la première division brésilienne, contre l'Atlético Mineiro le 10 juillet 2022. Il entre en jeu et les deux équipes se neutralisent (0-0 score final).
En août 2022, Rodriguinho prolonge son contrat avec le São Paulo FC. Il signe un contrat courant jusqu'en décembre 2026.

### En sélection
Rodriguinho représente l'équipe du Brésil des moins 16 ans. Il joue au total trois matchs avec cette sélection en 2019.